# Hirano Nagayasu
Hirano Nagayasu (平野長泰) (1559 - 1628) was een samoerai uit de late Sengoku-periode en vroege Edo-periode. Hij was een vazal van Toyotomi Hideyoshi. Hij vocht onder andere in de Slag bij Shizugatake in 1583, waardoor hij faam verwierf als een van de Zeven Speren van Shizugatake, samen met Kato Kiyomasa en anderen. Hij vocht aan de kant van het Oostelijk leger in de Slag bij Sekigahara en verzocht mee te mogen vechten aan de kant van de Toyotomi-clan bij het Beleg van Osaka vijftien jaar later. Dit verzoek werd afgewezen. 
Nagayasu werd een hatamoto (hoge adel aan het hof van de shogun) in de Edo-periode.

Fukushima Masanori · Hirano Nagayasu · Kasuya Takenori · Katagiri Katsumoto · Kato Kiyomasa · Kato Yoshiaki · Wakizaka Yasuharu